# Slavko Kodrnja
Slavko Kodrnja (Zagreb, 12. travnja 1911. – Zagreb, 23. studenog 1970.), hrvatski nogometni reprezentativac.

## Igračka karijera

### Klupska karijera
Slavko Kodrnja je u karijeri nastupao za jedan hrvatski (HŠK Concordia Zagreb), jedan švicarski (BSC Young Boys), tri francuska (AS Saint-Étienne, FC Antibes i FC Sochaux-Montbéliard), te jedan portugalski klub (FC Porto).
S Concordijom je u razmaku od 10 godina osvojio dva prvenstva, jugoslavensko 1931./32. i hrvatsko 1942., a s Portom je osvojio prvenstvo Portugala 1940.
Za vrijeme nastupa za FC Porto, zajedno s portugalskim reprezentativcem Fernandom Peyroteom osvojio je Bola de Prata, trofej za najboljeg strijelca portugalske Primeira Lige.

### Reprezentativna karijera
Za jugoslavensku reprezentaciju odigrao je 4 utakmice i postigao 4 zgoditka.
Za hrvatsku reprezentaciju odigrao je dvije utakmice, 11. listopada 1942. u Bukureštu protiv Rumunjske (2:2), te u Zagrebu, 10. travnja 1943. protiv Slovačke (1:0).
Nastupio je i šest puta za reprezentaciju zagrebačkog nogometnog podsaveza.

## Trenerska karijera
Nakon završetka igračke karijere Kodrnja je bio nogometni trener u Concordiji, ljubljanskoj Olimpiji, Mariboru, zagrebačkoj Lokomotivi, Rijeci, banjalučkom Borcu, u norveškom Raufossu, a vodio je i etiopsku nogometnu reprezentaciju.